# Vicent Penya i Calatayud
Vicent Penya i Calatayud (Rafelbunyol, 1961) és un escriptor i tècnic lingüístic valencià.

## Biografia
Penya va nàixer el 7 de juny de 1961 a Rafelbunyol (Horta Nord). Ha cursat estudis d'enginyeria tècnica industrial per la Universitat Politècnica de València i, a hores d'ara, treballa com a tècnic lingüístic a l'administració. Ha conreat diversos gèneres literaris: poesia, narrativa, novel·la, teatre, assaig, periodisme... Va ser fundador de la revista L'Aljamia (Premi de la Crítica dels Escriptors Valencians a la Difusió de la Literatura), que va donar a conèixer, durant la dècada dels noranta, les noves generacions d'escriptors valencians i de tot l'àmbit lingüístic, i és director de la col·lecció Llibres de L'Aljamia. Guanyà el premi Agustí Bartra de poesia l'any 1997, el Josep Maria Ribelles i Llobat el 2005 i l'Ibn Hazm el 2008. Ha col·laborat en les publicacions El Temps, Saó, Levante, El Punt, Lletres Valencianes, L'Aiguadolç, Abalorio, La Roda del Temps i Marxa Popular Fallera, entre d'altres. Ha exercit d'articulista, de traductor, de redactor, d'assessor lingüístic i de director de diverses col·leccions literàries. Forma part del col·lectiu d'escriptors aixoplugats sota el nom d'Alba M, amb els quals va publicar la novel·la Jo també la vaig conèixer (Germania, 1995). És membre de Deu de la ploma - Cooperativa de Lletres i de l'AELC.

## Obres

### Poesia
- Retorn de res, 1996
- Desig de terra, 1998
- Sense un punt de record, 1998
- De la casa estant, 1999
- El joc, 2002
- El buit, 2006
- Homèrides, 2009
- Llibre de les enrònies, 2011
- Triadisses. Antologia poètica 1998-2012, 2013
- L'efímer i l'etern, 2018
- Pluja de cançons, 2022 (infantil)
- Cims i abismes, 2023

### Novel·la
- Helena, 1995
- La perseverança, 2003
- Rama, 2005
- L'última victòria de Tirant lo Blanc, 2008 (juvenil)

### Narrativa
- Els somnis possibles, 1997 (edició revisada i ampliada, 2008)
- Mireieta busca les notes, 1998 (infantil)
- Insòlita memòria, 2016
- De la mort i altres delícies, 2019

### Teatre
- El Xicot de la Taca i Sac de Panxa, 2006 (infantil)

### Assaig
- L'altura i les circumstàncies, 2007

## Premis[1]
- Vila de Puçol, 1986:
- El Puig de Conte de Narrativa Curta, 1993
- Octubre de Narrativa, 1996: Camp i ciutat
- Agustí Bartra, 1997: Desig de terra
- Joan Fuster de Narrativa, 1997: La perseverança
- Vila de Nules, 1998: De la casa estant
- Lletres Valencianes de l'entitat Ràdio Nova, 1999
- Josep Maria Ribelles, 2005: El buit
- Vila de Massamagrell, 2006: El Xicot de la Taca i Sac de Panxa
- Ibn Hazm Ciutat de Xàtiva, 2008: Homèrides
- Premi Roís de Corella de poesia en valencià, 2011: Llibre de les enrònies[2]
- Vila de Puçol de Narrativa, 2015: Insòlita memòria
- Premi de Poesia Antoni Matutano Vila d'Almassora, 2017: L'efímer i l'etern
- Premi de Poesia Antoni Prats, 2021: La llum que em resta